# Retrodonación π

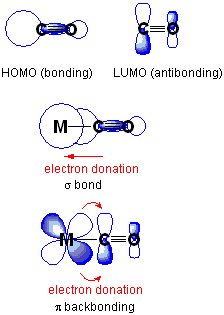
Arriba: el HOMO y LUMO del CO. Medio: ejemplo de un orbital enlazante sigma, en el que el CO dona electrones a un centro metálico, desde su HOMO. Abajo: ejemplo donde el centro metálico dona electrones a través de un orbital d al LUMO del CO. Obsérvese que en esta representación, el eje "y" no tiene relación con los niveles de energía.

En química, la retrodonación π es un concepto en el que los electrones se mueven de un orbital de un átomo a un orbital antienlazante π* de otro átomo o ligando. Es especialmente común en la química organometálica de metales de transición con ligandos multiatómicos, como el monóxido de carbono, etileno o el catión nitrosonio. Los electrones del metal son usados para unirse al ligando, en el proceso se libera al metal de un exceso de carga eléctrica negativa.
Los electrones son tomados de un orbital d del metal, y puestos generalmente en un orbital molecular antienlazante del ligando, lo que ocasiona que el orden de enlace del ligando disminuya. Esto conduce a una disminución en la frecuencia vibracional del enlace, que puede ser medido usando espectroscopia IR. Aunque el orden de enlace dentro del ligando disminuye en el proceso, el orden de enlace ligando-metal se incrementa.
Algunos compuestos con retrodonación π son el Ni (CO)4 y la sal de Zeise.